# Premiul Saturn pentru cel mai bun actor
Premiul Saturn pentru cel mai bun actor este acordat de Academy of Science Fiction, Fantasy and Horror Films.

## Câștigători
| An      | Actor                             | Film                                          |
| ------- | --------------------------------- | --------------------------------------------- |
| 1974/75 | James Caan (împărțit) Don Johnson | Rollerball A Boy and His Dog                  |
| 1976    | David Bowie                       | The Man Who Fell to Earth                     |
| 1977    | George Burns                      | Oh, God!                                      |
| 1978    | Warren Beatty                     | Heaven Can Wait                               |
| 1979    | George Hamilton                   | Love at First Bite                            |
| 1980    | Mark Hamill                       | The Empire Strikes Back                       |
| 1981    | Harrison Ford                     | Raiders of the Lost Ark                       |
| 1982    | William Shatner                   | Star Trek II: The Wrath of Khan               |
| 1983    | Mark Hamill                       | Return of the Jedi                            |
| 1984    | Jeff Bridges                      | Starman                                       |
| 1985    | Michael J. Fox                    | Back to the Future                            |
| 1986    | Jeff Goldblum                     | The Fly                                       |
| 1987    | Jack Nicholson                    | The Witches of Eastwick                       |
| 1988    | Tom Hanks                         | Big                                           |
| 1989    | Jeff Daniels                      | Arachnophobia                                 |
| 1990    | Jeff Daniels                      | Arachnophobia                                 |
| 1991    | Anthony Hopkins                   | The Silence of the Lambs                      |
| 1992    | Gary Oldman                       | Dracula                                       |
| 1993    | Robert Downey, Jr.                | Heart and Souls                               |
| 1994    | Martin Landau                     | Ed Wood                                       |
| 1995    | George Clooney                    | From Dusk Till Dawn                           |
| 1996    | Eddie Murphy                      | The Nutty Professor                           |
| 1997    | Pierce Brosnan                    | Tomorrow Never Dies                           |
| 1998    | James Woods                       | John Carpenter's Vampires                     |
| 1999    | Tim Allen                         | Galaxy Quest                                  |
| 2000    | Hugh Jackman                      | X-Men                                         |
| 2001    | Tom Cruise                        | Vanilla Sky                                   |
| 2002    | Robin Williams                    | One Hour Photo                                |
| 2003    | Elijah Wood                       | The Lord of the Rings: The Return of the King |
| 2004    | Tobey Maguire                     | Spider-Man 2                                  |
| 2005    | Christian Bale                    | Batman Begins                                 |
| 2006    | Brandon Routh                     | Superman Returns                              |
| 2007    | Will Smith                        | I Am Legend                                   |
| 2008    | Robert Downey, Jr.                | Iron Man                                      |
| 2009    | Sam Worthington                   | Avatar                                        |
| 2010    | Jeff Bridges                      | Tron: Legacy                                  |
| 2011    | Michael Shannon                   | Take Shelter                                  |
| 2012    | Matthew McConaughey               | Killer Joe                                    |
| 2013    | Robert Downey, Jr.                | Iron Man 3                                    |
| 2014    | Chris Pratt                       | Guardians of the Galaxy                       |